# Freddy Kottulinsky
Freddy Kottulinsky   (Múnic, 20 de juliol de 1932 - Karlstad, 4 de maig de 2010), també conegut com a Winfried Philippe Adalbert Karl Graf Kottulinsky Freiherr von Kottulin, fou un pilot d'automobilisme.
Va viure a Suècia des de 1955, i va ser allà on va iniciar la seva carrera com pilot en diferents categories de competició com Fórmula 2, Fórmula SuperV i Fórmula 3. Va ser campió de Suècia en F3 el 1966 pilotant un Lotus 35 Cosworth. Al costat de Ronnie Peterson i Torsten Palm va guanyar el 1970 la Copa d'Europa de F3 per equips. El 1974 va vèncer en la Copa d'Or d'Europa de Fórmula SuperV al volant d'un Lola T320. A partir de 1973, va començar a participar en carreres de ral·lis.
El 1980 es va convertir en vencedor del Ral·li París-Dakar al volant d'un Volkswagen Iltis.
Encara que a un ritme menor, ha continuat lligat al món del motor durant tota la seva vida, prenent part en diverses competicions i exhibicions. La seva filla, Susanne, també és pilot de ral·lis.